# Mika Myllylä
Mika Kristian Myllylä est un skieur de fond finlandais, né le 12 septembre 1969 à Haapajärvi et mort le 5 juillet 2011 à Kokkola. Il a obtenu six médailles olympiques lors de sa carrière, dont un titre sur 30 km à Nagano.

## Biographie
Champion olympique, neuf fois médaillés aux championnats du monde de ski nordique, comparé aux plus grands fondeurs finlandais de l'histoire, véritable héros national dans un pays où le ski de fond est roi, Myllylä est au cœur du scandale de dopage des Mondiaux de 2001, qui se déroulait dans son pays. Lui et cinq de ses compatriotes (dont Harri Kirvesniemi) ont été contrôlés positifs à un produit (le HES) masquant la prise d'EPO. Suspendu deux ans, il reprend la compétition lors de la saison 2003-3004, sans grand succès. Après n'avoir pu réintégrer l'équipe nationale, il prend sa retraite sportive en 2005, il sombre alors dans l'alcoolisme. Plusieurs fois arrêtés pour conduite en état d'ivresse, il divorce en 2007. En juin 2011, il participe en qualité de témoin au procès pour dopage de plusieurs anciens entraîneurs et athlètes finlandais, après avoir reconnu sous serment avoir consommé de l'EPO, dans les années 1990. Sa mort n'est pas expliquée même si la police exclut la piste criminelle. Il semblerait que son contrôle positif ait eu un impact désastreux, non seulement sur sa carrière sportive, mais également sur sa vie personnelle,.

## Palmarès

### Jeux olympiques
| Épreuve / Édition | Albertville 1992 | Lillehammer 1994 | Nagano 1998 |
| 10 km             | 14e              | 6e               | Bronze      |
| 25 km Poursuite   | 20e              | 4e               | 6e          |
| 30 km             | 34e              | Bronze           | Or          |
| 50 km             |                  | Argent           |             |
| 4 × 10 km         |                  | Bronze           | Bronze      |

### Championnats du monde
| Épreuve / Édition | Falun 1993 | Thunder Bay 1995 | Trondheim 1997 | Ramsau 1999 |
| 10 km             | 17e        | Bronze           | Bronze         | Or          |
| 25 km Poursuite   | 18e        | 4e               | Argent         | Argent      |
| 30 km             | 23e        | 4e               | 10e            | Or          |
| 50 km             |            |                  | Or             | Or          |
| 4 × 10 km         |            |                  | Argent         |             |

### Coupe du monde
- Meilleurs classements finals[9]: 2e en 1997 et 3e en 1999.
- 25 podiums[10] : 10 victoires, 7 deuxièmes places et 8 troisièmes places.